# Nordlys
Nordlys (letteralmente, in norvegese, luci del nord)  è il secondo album studio del gruppo musicale folk metal/gothic metal norvegese Midnattsol, pubblicato dall'etichetta discografica Napalm Records il 28 marzo 2008. La registrazione dell'album è avvenuta presso gli Antfarm Studios di Århus, Danimarca.

## Tracce
1. Open Your Eyes (Carmen Elise Espenæs) - 5:43
2. Skogens Lengsel (Carmen Elise Espenæs)  - 5:04
3. Northern Light (Carmen Elise Espenæs)  - 6:18
4. Konkylie (Carmen Elise Espenæs)  - 8:12
5. Wintertime (Carmen Elise Espenæs)  - 5:16
6. Race of Time (Carmen Elise Espenæs)  - 5:40
7. New Horizon (Carmen Elise Espenæs)  - 2:50
8. River of Virgin Soil (Carmen Elise Espenæs)  - 5:36
9. En Natt I Nord (Carmen Elise Espenæs)  - 5:17
10. Octobre (bonus track per l'edizione limitata) (Christian Hector)  - 4:42

## Formazione
- Carmen Elise Espanæs - voce
- Daniel Droste - chitarra
- Christian Hector - chitarra
- Birgit Öllbrunner - basso
- Daniel Fischer - tastiere
- Chris Merzinsky - batteria